# Geraldine

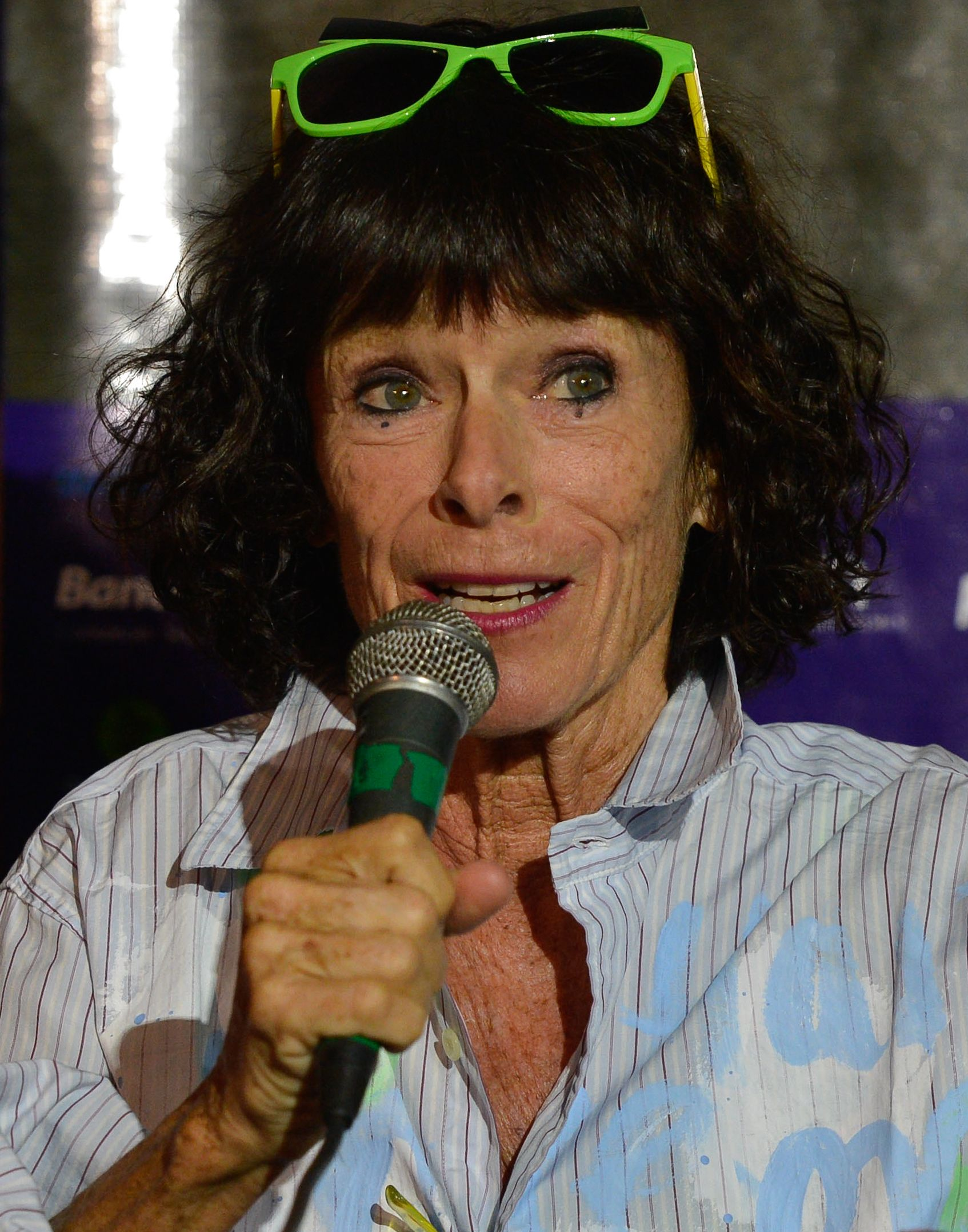
Geraldine Chaplin

Geraldine är en engelsk feminin form av det tyska namnet Gerald (ursprungligen Gervald) som är sammansatt av de forntyska orden ger, spjut och wald som betyder makt. Det äldsta belägget i Sverige är från år 1865. En variant av namnet är Geralda.
Den 31 december 2014 fanns det totalt 239 kvinnor folkbokförda i Sverige med namnet Geraldine, varav 100 bar det som tilltalsnamn. Motsvarande siffror för Geralda var 6 respektive 1.
Namnsdag: saknas

## Personer med namnet Geraldine
- Geraldine Apponyi, drottning av Albanien
- Geraldine Brooks, australisk-amerikansk journalist och författare
- Geraldine Chaplin, amerikansk skådespelare, dotter till Charlie Chaplin
- Geraldine Farrar, amerikansk skådespelare och operasångerska
- Geraldine Ferraro, amerikansk politiker
- Geraldine Fitzgerald, amerikansk skådespelare
- Geraldine Harris, brittisk författare
- Geraldine Heaney, kanadensisk ishockeyspelare
- Geraldine McCaughrean, brittisk författare
- Geraldine McEwan, amerikansk skådespelare
- Geraldine Page, brittisk skådespelare
- Geraldine Somerville, irländsk-brittisk skådespelare